# 伊津野英昭
伊津野英昭（日语：伊津野 英昭，羅馬化：Itsuno Hideaki，1971年4月7日—）是一位日本電子遊戲製作人与电子游戏设计师。2024年起担任腾讯光子工作室日本的负责人；其职业生涯多就职于卡普空旗下。曾为《力石戰士》、《惡魔獵人系列》、《龍族教義系列》等游戏的创意总监。他还曾参与《魔域幽靈》、《快打旋風ZERO》、《街头霸王III》、《私立正義學園》等诸多格斗游戏的幕后工作。

## 职业生涯

### 卡普空

#### 早年生涯（1995年至2001年）
伊津野英昭最早于1995年就在卡普空任职，并担任了《快打旋風ZERO》的创意总监。在1990年代，他还协助开发了多款格斗游戏，如《街头霸王ZERO》、《街头霸王III》、《JoJo的奇妙冒险》、《私立正義學園》、《力石戰士》等。

#### 惡魔獵人系列
尽管《惡魔獵人》大获成功，其总监神谷英樹却并未参与续作开发。《惡魔獵人2》的创意总监虽然未知，但人们多认为是伊津野英昭，尽管他只在该项目中工作的时间有限，于开发尾声时才加入，以将先前那位未具名的艺术总监的失误引导回来。恶魔猎人2最终收到褒贬不一的评价。
自游戏发布起，神谷英树就一直为伊津野英昭辩护，认为他不应当为《恶魔猎人2》的失误负责，并表达了自己被排挤在系列之外的失望。
因《恶魔猎人2》不温不火，卡普空决定在《惡魔獵人3》中回归系列理念。此次伊津野英昭自一开始便担任游戏的创意总监。该游戏开发重新考量了地图大小和战斗引擎等游戏元素，并重新提升了游戏难度。这些变化得到了赞扬，游戏受到广泛欢迎。
伊津野英昭在《惡魔獵人4》开发过程中再次回归。他在《Fami通》的一篇文章中提及，在当代游戏机上难以做到令人满意的在空中漂浮的感觉，并且游戏角色的一些动作也无法完成，因此需要新一代游戏机，如PlayStation 3。《惡魔獵人4》于2008年发行，口碑与收益皆获得了巨大成功。
系列下一部续作《DmC：惡魔獵人》交由了英国的游戏开发商忍者理論，并由伊津野英昭监制该项目。当提及这一决定时，他说：“这次开发DMC，我们极力想避免降临在一些系列上的问题，沿用相同的开发团队，相同的硬件设施，游戏品質不断下滑，粉丝逐渐离去……我们不希望系列就此消亡。”游戏开发团队包括九十多名成员，其中一些来自卡普空。Alex Jones和Motohide Eshiro担任游戏制作人，以协助忍者理論传承前作的特色。
如今伊津野英昭正在致力开发《惡魔獵人5》，预计将于2019年春季放出。

#### 龍族教義
伊津野英昭随后参与到《龍族教義》的开发。早在2001年卡普空一次活动的新闻发布会上，他就表示想要打造一款这样的游戏。随着技术的进步，这个项目终于有机会实行。他在卡普空日本公司指导150名员工进行了三年的概念和项目开发。而到2011年4月，游戏大约完成了一半的工程。
伊津野英昭宣称开发团队运用其动作游戏方面的经验开发《龙之信条》，并且成功做到了这一点。他还说“我们在过去几年中见到过许多開放世界動作角色扮演遊戲”，但仍旧希望“可以有一款游戏把动作游戏的各个元素都集中到一起。我们发现没有熟谙动作游戏的人开发此种游戏，故自行开始研发。我们力图开发这样一款游戏，将玩家丢进游戏世界里，手中空无一物，依靠自己寻找存活的方法。”伊津野英昭表示他们“开发的这款游戏中，你可以收集经验值，招募随从，你可以亲自击败怪物，或者坐看战斗开展。”
《龙之信条》最初旨在成为一款西方魔幻游戏。2012年3月，伊津野英昭表示希望游戏可以在日本突破百万销量，同时可以在世界范围内达到千万销量。它在发售之后取得巨大成功，促使卡普空开始制作续集。伊津野英昭还称该作只实现了他们构思的六七成，并希望可在续作中实现所有构思。

#### 其他
2012年10月，伊津野英昭暗示《私立正義學園》及《Capcom vs. SNK》系列将会重启。伊津野英昭还表示想要开发一款格斗游戏，并希望其在这一类型游戏中的影响力可与《街頭霸王II －世界勇士－》匹敌。在2018年E3游戏展上，伊津野英昭透露《鬼泣5》正在开发，并将于2019年春放出。
2024年8月31日，伊津野英昭在个人X账号上宣布离开就职已达三十年之久的卡普空，卡普空方面暂未对此做出回应。

### 腾讯
2024年11月12日，腾讯旗下光子工作室群宣布成立光子日本工作室（LightSpeed Japan Studio），由伊津野英昭担任新工作室的负责人，工作室目标是制作原创的AAA游戏。

## 参与开发的电子游戏
| 游戏名                      | 发售年份 |
| --------------------------- | -------- |
| Quiz & Dragons              | 1994     |
| 快打旋風ZERO                | 1995     |
| 星劍格鬥                    | 1996     |
| 私立正義學園                | 1997     |
| JoJo的奇妙冒险              | 1998     |
| 力石戰士                    | 1999     |
| 力石戰士2                   | 2000     |
| CAPCOM VS. SNK 千年之战     | 2000     |
| Project Justice             | 2000     |
| 魔域幽靈                    | 2000     |
| CAPCOM VS. SNK 百万格斗2001 | 2001     |
| One Piece Mansion           | 2001     |
| JoJo的奇妙冒險 黃金之旋風   | 2002     |
| 网际极速赛车                | 2002     |
| Capcom Fighting Jam         | 2003     |
| 惡魔獵人2                   | 2003     |
| 生化危機 逃出生天           | 2003     |
| 真·女神轉生III－Nocturne    | 2003     |
| 生化危机 扩散 File 2        | 2004     |
| 惡魔獵人3                   | 2005     |
| 惡魔獵人3 特別版            | 2006     |
| 惡魔獵人4                   | 2008     |
| 龍族教義                    | 2012     |
| 穿越领域计划                | 2012     |
| DmC：惡魔獵人               | 2013     |
| 龍族教義                    | 2013     |
| 惡魔獵人4 特別版            | 2015     |
| 惡魔獵人5                   | 2019     |

## 舞台劇
- 舞台「惡魔獵人ーTHE LIVE HACKERー」：原作監修